# Samuel de Missy
Samuel de Missy, francoski poslovnež in politik, * 30. oktober 1755, † 20. oktober 1820.
Bil je izvoljen v Narodno skupščino Francije leta 1789. Zaradi sklepov francoske revolucije, ki je prepovedala sužnjelastništvo, je de Missy izgubil večino svojega premoženja.